# Béraud d'Agrain des Ubas
Béraud d'Agrain
, épouse en 1365 Catherine de Vernon, dont :
- Jean d'Agrain, marié le 8 septembre 1403 à Eléonore de Bourbat, fille du seigneur de Choisinet.
- Georges, évêque d'Orange, en 1414

Il est institué par Pierre de Solignac comme son héritier universel et hérite de sa tante Alix de Solignac, qui lui lègue par testament les possessions de la branche cadette des seigneurs de Solignac : les Hubacs, le Huedour, Pratazanier, une partie des territoires de Borne.
Il rend hommage aux évêques du Puy en Velay pour ses possessions en Velay : sa maison et forteresse de Auteyrac, le mas Del Bochet qu'il déclare tenir du seigneur de Solignac, et tout ce qu'il avait dans le château de Cayres.
Il est seigneur de Hubacs, de Châteauvieux, de Luc, de Malarce, de Vernon etc.
En 1384, il est l'un des trois seigneurs qui participent à la libération du château de Luc, assiégé par les troupes anglaises durant la Guerre de Cent Ans.